# Hermaphrodites with Attitude
Hermaphrodites with Attitude (en español: Hermafroditas con Actitud) fue una publicación editada por Cheryl Chase y publicada por la Intersex Society of North America (ISNA) entre 1994 y 2005. Todos los archivos están disponibles en línea. En 2008, ISNA transfirió sus fondos, activos y derechos de autor restantes a Accord Alliance y luego cerró.

## Historia
Hermaphrodites with Attitude tuvo un total de 13 publicaciones en un período de once años. El primer número se publicó en invierno de 1994 y contenía seis páginas de artículos, análisis y estudios de casos, incluyendo artículos de personas, activistas, médicos, académicos y sus vivencias. Se distribuyó a suscriptores en cinco países y 14 estados de los Estados Unidos.
El boletín dio voz por primera vez a activistas intersexuales, convirtiéndose en un recurso para personas intersexuales y académicos. El título del boletín forma parte del título de varios artículos que describen el movimiento intersexual, y también aparece en pancartas de la primera manifestación pública de personas intersexuales y aliadas, en el exterior de una conferencia pediátrica que tuvo lugar en Boston el 26 de octubre de 1996.
A principios del siglo XXI, la Intersex Society of North America contrató personal por primera vez en vez de seguir apoyándose por completo en personas voluntarias, y empezó a colaborar de forma estrecha con la Lawson Wilkins Pediatric Endocrine Society (en español, "Sociedad Endocrina Pediátrica Lawson Wilkins"), estableciendo un grupo de trabajo norteamericano sobre intersexualidad. Estos avances se dieron a conocer en el primer número del siglo XXI de la publicación, en febrero de 2001, momento en el que cambió de nombre y empezó a llamarse "ISNA News".

## Cambio de punto de vista
El cambio de nombre de la publicación reflejó un cambio significativo en los objetivos de ISNA. Al principio, Emi Koyama afirma que "los activistas intersexuales no sólo se apropiaron de la etiqueta médica "intersexual" como parte de su propia identidad, sino que también usaban de forma libre la palabra "hermafrodita", considerada ofensiva en la actualidad, por ejemplo en el nombre de la publicación de ISNA Hermaphrodites With Attitude y manifestándose bajo ese mismo nombre". Koyama sostiene que era imposible que el movimiento intersex tuviera éxito utilizando esa etiqueta a la hora de abordar la necesidad de personas similares de recibir apoyo, mientras que la politización de identidades atrajo un conjunto diferente de objetivos e intereses. Los objetivos de la ISNA cambiaron para erradicar los términos basados en el hermafroditismo, que se consideraba estigmatizante para las personas intersex y además inducía a un posible pánico potencial a los padres de niños intersexuales.
La solución propuesta por la ISNA fue reestructurar el sistema de taxonomía y nomenclatura intersexual para no incluir las palabras “hermafrodita”, “hermafroditismo”, “inversión de sexo” o términos similares.La ISNA y sus defensores consideraban confusa y clínicamente problemática la "división estándar de muchos tipos de intersexualidad como hermafroditismo verdadero, pseudohermafroditismo masculino y pseudohermafroditismo femenino",y Alice Dreger, Cheryl Chase y otras personas propusieron en 2005 reemplazarlo por la expresión desórdenes del desarrollo sexual.
ISNA cerró en 2008, tras la publicación de un artículo y nuevos estándares clínicos que adoptaron el término desórdenes del desarrollo sexual para reemplazar no sólo hermafroditismo y términos asociados, sino también el término intersex en contextos médicos. La ISNA emitió un comunicado en el que afirmaba que "en la actualidad, el nuevo estándar de atención existe como poco más que un ideal en papel, por lo que aun no se han cumplido sus objetivos". La ISNA decidió que su mejor opción era "apoyar una nueva organización que tuviera la misión de promover enfoques integrales y completos de atención que mejorasen la salud y el bienestar general de las personas [intersex] y sus familias". La ISNA transfirió el resto de sus fondos, activos y derechos de autor a Accord Alliance y luego cerró.
La ISNA ha sido sucedida por varias organizaciones sociales intersex, entre ellas AIS Support Group USA (en la actualidad conocida como AISDSD), Intersex Initiative, Bodies Like Ours, Organización Internacional de Intersexuales, y Advocates for Informed Choice (ahora interACT).